# Ferrari 488 GT3
Chronologie des modèles
Ferrari 458 Italia GT3 Ferrari 296 GT3
La Ferrari 488 GT3 est une voiture fabriquée par Ferrari conçue pour courir dans la catégorie GT3. Sa puissance est de 550 ch. La 488 GT3 fait ses débuts en compétition sur une manche de l'Australian GT sur le circuit de l'Albert Park en 2016.

## Ferrari 488 GT3 Evo
Chronologie des modèles
Ferrari 488 GT3 (2015)
Ferrari présente la 488 GT3 Evo en 2020. Elle est toujours motorisée par le V8 bi-turbo à 90° de la Ferrari 488, d'une puissance de 600 ch et 700 N m de couple.